# Stara Synagoga w Dyneburgu
Stara Synagoga w Dyneburgu, zwana też Planower lub synagogą rabiego Rogaczewa (łot. Daugavpils sinagoga, Rogačevas rabīna Lūgšanu nams, Синагога Плановер, Синагога Рогачевского раввина) – drewniana bóżnica zbudowana w 1840 przy Lāčplēša iela 57. 
Powstała pod koniec I połowy XIX wieku jako główna siedziba dźwińskiego rabina. Drewniany budynek poddano renowacji w 1936. 
Była jedną z ponad 40 synagog w Dyneburgu (1920-1940).